# Karty graficzne i FOSS

Linux graphique stack

Wayland i EGL

Wolne i Otwarte oprogramowanie (FOSS) może być wykorzystywane z różnym sprzętem graficznym, najczęściej poprzez projekt X.Org. Są zróżnicowane formy wsparcia, zaczynając od całkowicie działających sterowników, a kończąc na nieobsługiwanym urządzeniu. Niektórzy producenci nie dostarczają otwartych sterowników, bądź dokumentacji technicznej koniecznej dla niezależnych programistów w celu napisania akcelerowanych sterowników urządzeń 3D; wsparcie dla produktów od tych przedsiębiorstw może być ograniczone; mogą dostarczyć tylko binarne sterowniki (znane także jako ang. binary blobs) lub brak dokumentacji może zmusić programistów otwartych sterowników do dekompilacji i badania (ang. reverse engineer) ich produktów. W przypadku binarnych sterowników są pewne zastrzeżenia jeśli chodzi o filozofię wolnego oprogramowania, jakość oraz wątpliwe bezpieczeństwo.
Jest zaledwie garstka informacji na temat wydajności urządzeń graficznych ze sterownikami FOSS. Najpopularniejszym źródłem jest strona free3d.org, która zbiera informacje użytkowników na temat liczby klatek zwracanych przez glxgears. Ale jest to bardzo niewiarygodna metoda, aktualnie strona poleca ATI Radeon X800/X850 jako „najlepsza wydajność 3D”.